# Stadio Tudor Vladimirescu
Lo stadio Constantina Diță è uno stadio di calcio situato a Târgu Jiu, in Romania. Ha una capienza di 12.518 posti e ospita le partite in casa del CSM Târgu Jiu.